# Свети Архангели (Ератира)
„Свети Архангели“ (на гръцки: Ιερός Ναός Ταξιαρχών) е възрожденска православна църква в село Ератира (Селица), Егейска Македония, Гърция, част от Сисанийската и Сятищка епархия.

## Местоположение
Църквата е разположена в северния край на паланката.

## История
Църквата е изписана в XIX век от видния селищки зограф Георгиос Мануил.